# Rachel Luttrell
Rachel Zawadi Luttrell (Lushoto, 19 gennaio 1971) è un'attrice tanzaniana naturalizzata canadese, conosciuta per i ruoli di Veronica Beck nella serie Street Legal e Teyla Emmagan, una leader-guerriera Athosiana nella serie Stargate Atlantis.

## Biografia

### Gli inizi
La Luttrell è nata a Lushoto in Tanzania, con quattro sorelle figlie di un padre inglese-americano della Louisiana, e da madre Tanzaniana.
La sua famiglia è emigrata in Canada quando lei aveva cinque anni ed è cresciuta lì. Avvicinata già da giovane alla musica da suo padre, membro del Mendelssohn Choir, si allena come voce soprano. Studia poi danza nella prestigiosa Russian Academy of Classical Ballet School e studia pianoforte alla Royal Conservatory of Music di Toronto.

### Carriera
Fa il suo debutto professionale nel musical Miss Saigon a Toronto. Interpreta anche altri ruoli in produzioni quali Goblin Market, Las Meninas e Once on this Island.
Si trasferisce a Los Angeles già da ragazza, e appare come guest-role nelle serie E.R. - Medici in prima linea, Charmed e Forever Knight. Frustrata dai ruoli di comparsa, considera persino di lasciare la carriera di attrice, e studiare architettura; ma nel frattempo viene scelta come protagonista della serie Stargate Atlantis nel ruolo di Teyla Emmagan.
Prima di arrivare alla serie Stargate Atlantis, la Luttrell ha partecipato a film come Stop Thief! e The Aviary. Nel 2006 ottiene un ruolo secondario nel film A Dog's Breakfast, il primo film diretto da David Hewlett, altro attore di Stargate Atlantis.

### Vita personale
Nel giugno 2007, la produzione di Stargate Atlantis ha confermato che Rachel Luttrell e suo marito, Loyd Bateman, stavano aspettando il loro primo figlio; la gravidanza è stata inserita nella narrazione della serie. Rachel Luttrell ha dato alla luce un bambino chiamato Caden Dar nell'ottobre 2007.

## Filmografia
A volte accreditata come Rachel Z. Luttrell.
- Madre coraggio (Courage) - Film per la TV (1986)
- Street Legal - serie TV (1989 - 1993)
- Forever Knight - serie TV (1992)
- Personal Effects - cortometraggio (1992)
- Maniac Mansion - serie TV (1993)
- Joe's So Mean to Josephine, regia di Peter Wellington (1996)
- Sleepwalkers - serie TV (1997)
- In the House - serie TV (1997)
- Damon - serie TV (1998)
- The Feast of All Saints - Film per la TV (2001)
- Streghe (Charmed) - serie TV (2001)
- E.R. - Medici in prima linea - serie TV (2001)
- Il tocco di un angelo (Touched by an Angel) - serie TV (2002)
- Impostor, regia di Gary Fleder  (2002)
- Everyday Use, regia di Bruce Schwartz   (2003)
- Stargate Atlantis - serie TV (2004)
- Stop Thief!, regia di Soseh Kevorkian   (2004)
- The Aviary, regia di Abe Levy   (2005)
- A Dog's Breakfast, regia di David Hewlett  (2007)
- Hardwired - Nemico invisibile, regia di Ernie Barbarash  (2009)